# 薩布塔洛線
薩布塔洛線是喬治亞首都提比里斯地鐵的一條路線。薩布塔洛線開業於1979年，在2000年得到了延長。現在薩布塔洛線有延長的計劃。